# Gustave Kappeler
Gustave Kappeler (ur. 2 sierpnia 1881 w Matzingen) – francuski zapaśnik walczący w stylu wolnym. Olimpijczyk z Paryża 1924, gdzie zajął jedenaste miejsce w wadze półciężkiej.

## Letnie Igrzyska Olimpijskie 1924
| Konkurencja      | Rundy eliminacyjne         | Klas. końcowa |
| Konkurencja      | 1/8                        | Miejsce       |
| ---------------- | -------------------------- | ------------- |
| 87 kg styl wolny | Fabio Del Genovese (ITA) P | 11.           |